# Филиппс, Джестин, 2-й виконт Сент-Дэвидс
Джестин Реджинальд Остин Плантагенет Филиппс, 2-й виконт Сент-Дэвидс (англ. Jestyn Reginald Austin Plantagenet Philipps, 2nd Viscount St Davids; 19 февраля 1917 — 10 июня 1991) — британский пэр

## Происхождение и образование
Родился 19 февраля 1917 года. Единственный сын Джона Филиппса, 1-го виконта Сент-Дэвидса (1860—1938), и его второй жены Элизабет Филиппс, виконтессы Сент-Дэвидс (урожденной Убни-Гастингс) (1884—1974). Он получил образование в Итонском колледже и в Тринити-колледже Кембриджского университета.

## Карьера
28 марта 1938 года после смерти своего отца Джестин Филиппс унаследовал титулы 2-го виконта Сент-Дэвидса из Лидстеп-Хейвен в графстве Пембрукшир, 2-го барона Сент-Дэвидса из Рох-Касла в графстве Пембрукшир и 14-го барноета Филиппса из Пиктон-Касла, став членом Палаты лордов Великобритании.
12 декабря 1974 года после смерти своей матери, Элизабет Филиппс, виконтессы Сент-Дэвидса (1884—1974), Джестин Филиппс унаследовал титулы 15-го барона Стрэнджа из Нокина, 21-го барона Молейнса и 23-го барона Хангерфорда.
Участник Второй мировой войны, он получил чин лейтенанта в Добровольческом резерве Королевского флота.
В возрасте 37 лет виконт Сент-Дэвидс был вынужден продать замок Роха после того, как его компания, предоставлявшая прогулочные прогулки на баржах по каналу Риджентс, обанкротилась.
Заседая в Палате лордов, Сент-Дэвидс принял кандидатуру лейбористского организатора, хотя позже он назвал себя обращенным в тэтчеризм.
Будучи лордом, Сент-Дэвидс выступал против ограничения иммиграции. Он также известен тем, что был первым человеком, поднявшим вопрос изменения климата в палатах парламента в 1969 году, более чем за десятилетие до того, как об этом было упомянуто в следующий раз:
«Милорды, может ли мой благородный друг сказать, учли ли он и Британские железные дороги тот факт, что аномальные температуры прошлым летом могут оказаться не аномальными, если мы продолжим выбрасывать в воздух углекислый газ путем сжигания различных ископаемых видов углерода, тем самым усиливая парниковый эффект?»
Сент-Дэвидс основал «пиратский клуб» на Риджентс-канале в Камден-Тауне, на севере Лондона, который был создан для того, чтобы дать местным детям возможность проводить время на лодках.

## Личная жизнь
Лорд Сент-Дэвидс был женат трижды, но имел детей только от первой жены. 5 мая 1938 года его первой женой стала Дорин Гиннесс Джоветт (? — 19 октября 1956), дочь Артура Крейвена Джоветта. Пара развелась в 1954 году . От первой жены у Сент-Дэвидса было пятеро детей:
- Колвин Джестин Джон Филиппс, 3-й виконт Сент-Дэвидс (30 января 1939 — 26 апреля 2009)
- Достопочтенная Ровена Фрэнсис Филиппс (7 августа 1940 — 20 декабря 2005)
- Достопочтенный Мифанви Энн Филиппс (28 октября 1944 — 11 сентября 2006)
- Достопочтенная Рианнон Элизабет Филиппс (род. 21 сентября 1946)
- Достопочтенный Эйддвен Сара Филиппс (род. 28 июня 1948)

15 октября 1954 года он женился вторым браком на Элизабет Джойс Вульф, дочери доктора Элеазара Алека Вульфа, но они развелись в 1959 году. 19 октября того же года он женился в третий раз на Эвелин Марджори Харрис (? — 2 апреля 2009), дочери доктора Джона Эдмунда Гая Харриса.